# Coleophora mayrella
Coleophora mayrella là một loài bướm đêm thuộc họ Coleophoridae. It is bản địa của châu Âu và Armenia, nó được tìm thấy ở vùng sinh thái cận bắc cự, nơi nó được tìm thấy khắp Hoa Kỳ và nam Canada. Nó cũng được tìm thấy ở New Zealand. Nơi sinh sống gồm các khu vực cỏ và khu vực chất thải.
Sải cánh dài 10–12 mm. Con trưởng thành bay ban ngày và cả ban đêm. Chúng bay vào tháng 6 và tháng 7 ở tây Âu and từ tháng 5 đến tháng 8 in North America.
Ấu trùng ăn hoa của Trifolium repens.